# Höhlen und Stollen bei Olsberg und Bestwig
Höhlen und Stollen bei Olsberg und Bestwig este o arie protejată (arie specială de conservare — SAC, sit de importanță comunitară — SCI) din Germania întinsă pe o suprafață de 63,44 ha, integral pe uscat.

## Localizare
Centrul sitului Höhlen und Stollen bei Olsberg und Bestwig este situat la coordonatele 51°22′03″N 8°31′25″E / 51.3675°N 8.5236°E.

## Înființare
Situl Höhlen und Stollen bei Olsberg und Bestwig a fost declarat sit de importanță comunitară în martie 2001 pentru a proteja 3 specii de animale. Situl a fost protejat și ca arie specială de conservare în mai 2008.

## Biodiversitate
Situată în ecoregiunea continentală, aria protejată conține 8 habitate naturale: Pajiști carstice calcaroase sau bazofile, de Alysso-Sedion albi, Pajiști uscate seminaturale și facies de acoperire cu tufișuri pe substraturi calcaroase (Festuco-Brometalia) (* situri importante pentru orhidee), Pante stâncoase calcaroase cu vegetație casmofită, Pante stâncoase silicioase cu vegetație casmofită, Peșteri inaccesibile publicului, Păduri de fag Luzulo-Fagetum, Păduri de fag Asperulo-Fagetum, Păduri de fag din Europa Centrală dezvoltate pe sol calcaros cu Cephalanthero-Fagion.
La baza desemnării sitului se află mai multe specii protejate de  mamifere (3): liliac cu urechi mari (Myotis bechsteinii), liliac de iaz (Myotis dasycneme), liliac comun (Myotis myotis).
Pe lângă speciile protejate, pe teritoriul sitului au mai fost identificate 10 specii de mamifere.